# Катарино Кавос
Катарино Кавос (Catarino Camillo Cavos; 30 жовтня 1775 Венеція — 28 квітня (10 травня) 1840 Санкт-Петербург) — італійський і російський композитор, диригент, органіст і вокальний педагог. Зіграв значну роль у розвитку російської культури.

Батько архітектора Альберта Кавоса.